# ریچارد دایجنس
ریچارد دایجنس (انگلیسی: Richard Digance؛ زادهٔ ۲۴ فوریهٔ ۱۹۴۹) کمدین، خواننده فولک، سرمایه‌دار رسانه‌ای اهل بریتانیا است.